# Okręg wyborczy nr 27 do Sejmu Rzeczypospolitej Polskiej (1991–1993)
Okręg wyborczy nr 27 do Sejmu Rzeczypospolitej Polskiej (1991–1993) obejmował województwo chełmskie i zamojskie. W ówczesnym kształcie został utworzony w 1991. Wybieranych było w nim 7 posłów w systemie proporcjonalnym.
Siedzibą okręgowej komisji wyborczej był Zamość.

## Wybory parlamentarne 1991
Głosowanie odbyło się 27 października 1991.
| Komitet wyborczy                                      | Komitet wyborczy                                                  | Głosów | %     | Mandaty | Wybrani posłowie     |
| ----------------------------------------------------- | ----------------------------------------------------------------- | ------ | ----- | ------- | -------------------- |
|                                                       | Porozumienie Ludowe                                               | 38 498 | 18,78 | 1       | Stanisław Czechoński |
|                                                       | Sojusz Lewicy Demokratycznej                                      | 35 700 | 17,42 | 1       | Ryszard Bartosz      |
|                                                       | Polskie Stronnictwo Ludowe Sojusz Programowy                      | 30 147 | 14,71 | 1       | Jan Kowalik          |
|                                                       | Wyborcza Akcja Katolicka                                          | 18 648 | 9,10  | 1       | Jerzy Michalak       |
|                                                       | Porozumienie Obywatelskie Centrum                                 | 17 700 | 8,64  | 1       | Cezary Piasecki      |
|                                                       | Konfederacja Polski Niepodległej                                  | 15 248 | 7,44  | 1       | Andrzej Chmiel       |
|                                                       | Unia Demokratyczna                                                | 14 082 | 6,87  | 1       | Henryk Wujec         |
|                                                       | Niezależny Samorządny Związek Zawodowy „Solidarność”              | 8246   | 4,02  | –       |                      |
|                                                       | Chrześcijańska Demokracja                                         | 7324   | 3,57  | –       |                      |
|                                                       | Kongres Liberalno-Demokratyczny                                   | 4265   | 2,08  | –       |                      |
|                                                       | Stronnictwo Demokratyczne                                         | 3620   | 1,77  | –       |                      |
|                                                       | Unia Polityki Realnej                                             | 2634   | 1,29  | –       |                      |
|                                                       | Zdrowa Polska – Sojusz Ekologiczny                                | 2287   | 1,12  | –       |                      |
|                                                       | Ruch Chrześcijańsko-Społeczny „Przymierze”                        | 1916   | 0,93  | –       |                      |
|                                                       | Polska Partia Ekologiczna – Zieloni                               | 1549   | 0,76  | –       |                      |
|                                                       | Stronnictwo Narodowe                                              | 1108   | 0,54  | –       |                      |
|                                                       | Koalicja Polskiej Partii Ekologicznej i Polskiej Partii Zielonych | 922    | 0,45  | –       |                      |
|                                                       | Blok Ludowo-Chrześcijański                                        | 614    | 0,30  | –       |                      |
|                                                       | Wyborczy Blok Mniejszości                                         | 471    | 0,23  | –       |                      |
| Frekwencja: 41,00% Źródło: Państwowa Komisja Wyborcza |                                                                   |        |       |         |                      |